# 2006 QV89
2006 QV89 es un asteroide que forma parte de los asteroides Apolo descubierto el 29 de agosto de 2006 por el equipo del Catalina Sky Survey desde el Catalina Sky Survey, Arizona, Estados Unidos.

## Designación y nombre
Designado provisionalmente como 2006 QV89.

## Características orbitales
2006 QV89 está situado a una distancia media del Sol de 1,191 ua, pudiendo alejarse hasta 1,459 ua y acercarse hasta ,9245 ua. Su excentricidad es 0,224 y la inclinación orbital 1,071 grados. Emplea 475,338 días en completar una órbita alrededor del Sol.

## Características físicas
La magnitud absoluta de 2006 QV89 es 25,3. 

## Posibilidad de choque con la Tierra
Si bien hubo algunas especulaciones con la posibilidad de que 2006 QV89 impacte en la Tierra, la dificultad para predecir la órbita de los asteroides hace que se cataloguen dentro de la zona de riesgo temporalmente. Es por esto que se habló de la posible colisión entre 2006 QV89 y la Tierra. 
Los científicos de la NASA que están estudiando el fenómeno celeste han calculado que las probabilidades de que el asteroide impactase con la Tierra son prácticamente nulas. Se calcula que el 9 de septiembre de 2019 pasará a una distancia de unos 7 millones de kilómetros, esto es unas 17 veces la distancia que separa a la Tierra de la Luna (384.400 km). La Agencia Espacial Europea actualizó la lista de objetos espaciales que pueden colisionar con la Tierra, y situó en cuarto lugar al asteroide de 40 metros. El cuerpo celeste está catalogado como 0 en la escala de Turín y -3,63 en la escala de Palermo. Aunque la probabilidad no sea exactamente cero, se traduce como prácticamente nula, ya que es de 1 entre 7.299.